# Budatínský hrad

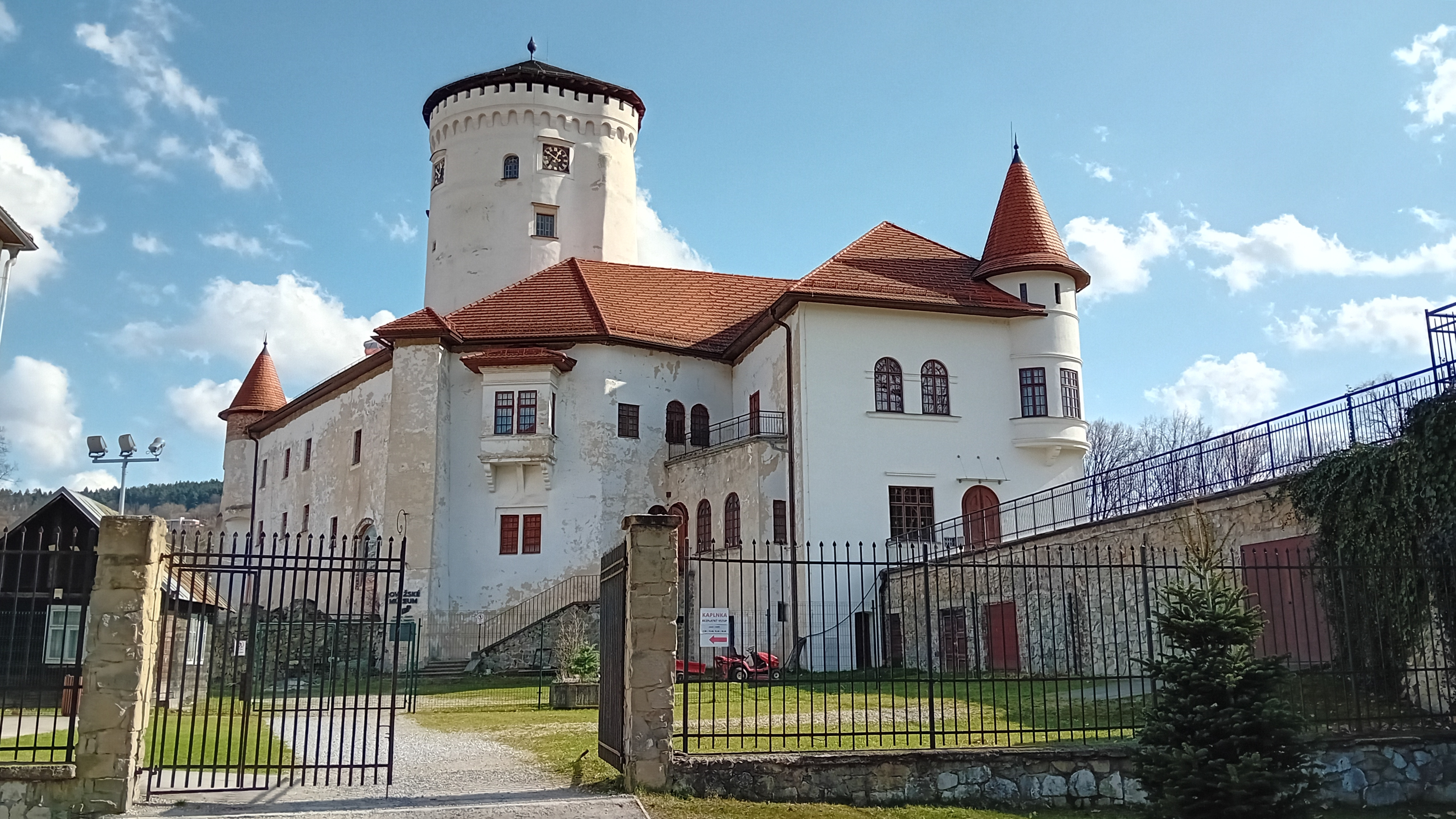
Budatínský zámek

Budatínský hrad se nachází na Slovensku v žilinské městské části Budatín na soutoku řek Váh a Kysuca. Je zachovalý a zpřístupněný pro veřejnost. Sídlí zde Považské muzeum. V jeho blízkostí prochází železniční trať Žilina–Čadca. Hrad je Národní kulturní památkou Slovenské republiky.

## Historie
Původně vznikl jako strážní hrad v druhé polovině 13. století. Postaven je na strategicky významném místě, stojí při brodu na soutoku řeky Váhu a řeky Kysuca, kde byla celnice a vybíralo se zde clo. Význam hradu zvýrazňovalo í jeho mohutné opevnění. Základem hradu byla mohutná kruhová obytná věž v kamenném opevnění, která se ve svém půdorysu zachovala dodnes a vytváří charakteristickou siluetu Budatínskeho zámku. Původně královskou pevnost získal počátkem 14. století do svého majetku Matúš Čák. S jeho výboji a koncepcí obrany souvisí i opevnění věže obrannou zdí a výstavbou obytného paláce v prostoru opevnění. S výjimkou jižní strany obranná zeď tvoří dodnes obvod zámku.
V roce 1487 se stal novým majitelem zámku Gašpar Suňog, který naznačil směr, jakým se posléze ubíral stavební vývoj hradu spjatý s jeho rodem po několik století. Renesanční úprava stavby pocházející z roku 1551 spojila jednotlivé budovy podle jednotné architektonické koncepce, scelujíce tak různorodé funkce do jednoho harmonického celku zdůrazněného i navenek řešením fasád. Jsou v nich zvýrazněny především rytmicky členěná průčelí a nádvoří s arkádovou chodbou.
Hrozba nejen tureckého nebezpečí, ale hlavně vnitřních rozbrojů a interních stavovských povstání, přispěla v první polovině 17. století k výstavbě nového renesančního opevnění, které zpevnily bastiony a zabezpečily příkopem v severovýchodním předhradí. V té době už původně gotická pevnost, jež byla postupně přebudována na pohodlné renesanční šlechtické sídlo, splňovala požadavky pohodlného bydlení a střediska hospodářského života i moderní vojenské techniky.
V období baroka se stavitelé zámku v roce 1745 soustředili na výstavbu kapličky; současně dostavěli i budovy letohrádku (kaštieľa) a celek obklopili parkem navazujícím svojí kompozicí na průčelí zámku.
Vzhledem k tomu, že Suňogové vymřeli, se v roce 1798 majiteli hradu stali Csákyové, kteří zde bydleli až do roku 1945. Za revoluce v letech 1848/1849 císařští vojáci v lednu 1849 hrad podpálili. Ničivý požár vážně poškodil stavební konstrukce a vnitřní vybavení hradu. V roce 1870 hrad částečně opravili a využívali jej jako kasárna. Z těch dob se podnes zachovaly hlavně budovy předhradí s výraznými dobovými fasádami. Poslední a nejvýznamnější stavební úprava, která dala hradu jeho dnešní vzhled, pochází z let 1922 až 1923. Vycházela z historizujících romantických motivů a uplatnila se hlavně v jihozápadním křídle, kde vznikl velký reprezentační sál a vstupní prostory. Csákyové čerpali ze starších vzorů goticko-renesančních feudálních staveb, což se projevilo především při úpravě stropů a obložení místností.
Památková obnova hradu byla uskutečněna na přelomu 50. let 20. století a respektovala stavební úpravy pocházející z 20. let téhož století. Přilehlý zámecký park byl zmenšen výstavbou Košicko-bohumínské železnice koncem 19. století jakož i rozparcelováním významné části parku krátce po druhé světové válce. V současnosti[kdy?] je park již udržovaný.
Dne 1. ledna 2007 byl zámek pro veřejnost uzavřen. Drátenická expozice byla dočasně přemístěna do nově zrekonstruované bývalé konírny. Připravována je rekonstrukce zámku, která by měla proběhnout v letech 2008 až 2013.

## Expozice Považského muzea
- Dobový interiér
- Sakrální sbírky 18. a 19. století
- Rozsáhlá sbírka drátenických výrobků (místní specialita)

## Pověst
K zámku se váže často literárně zpracovávaná pověst o zazděné princezně – pověst o nešťastné lásce Kateřiny Suňogové.

## Galerie

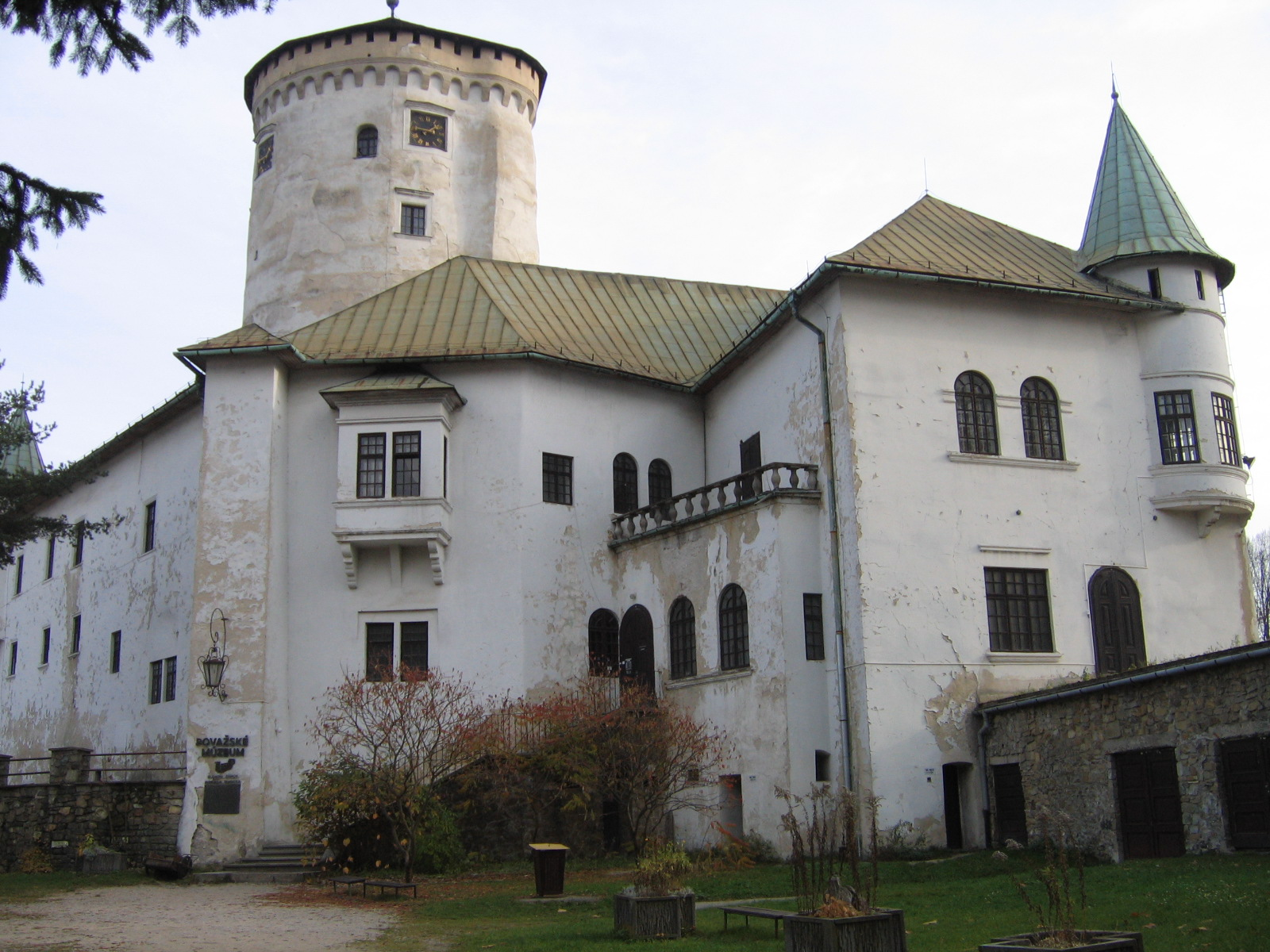
Nádvoří a vstup do zámku
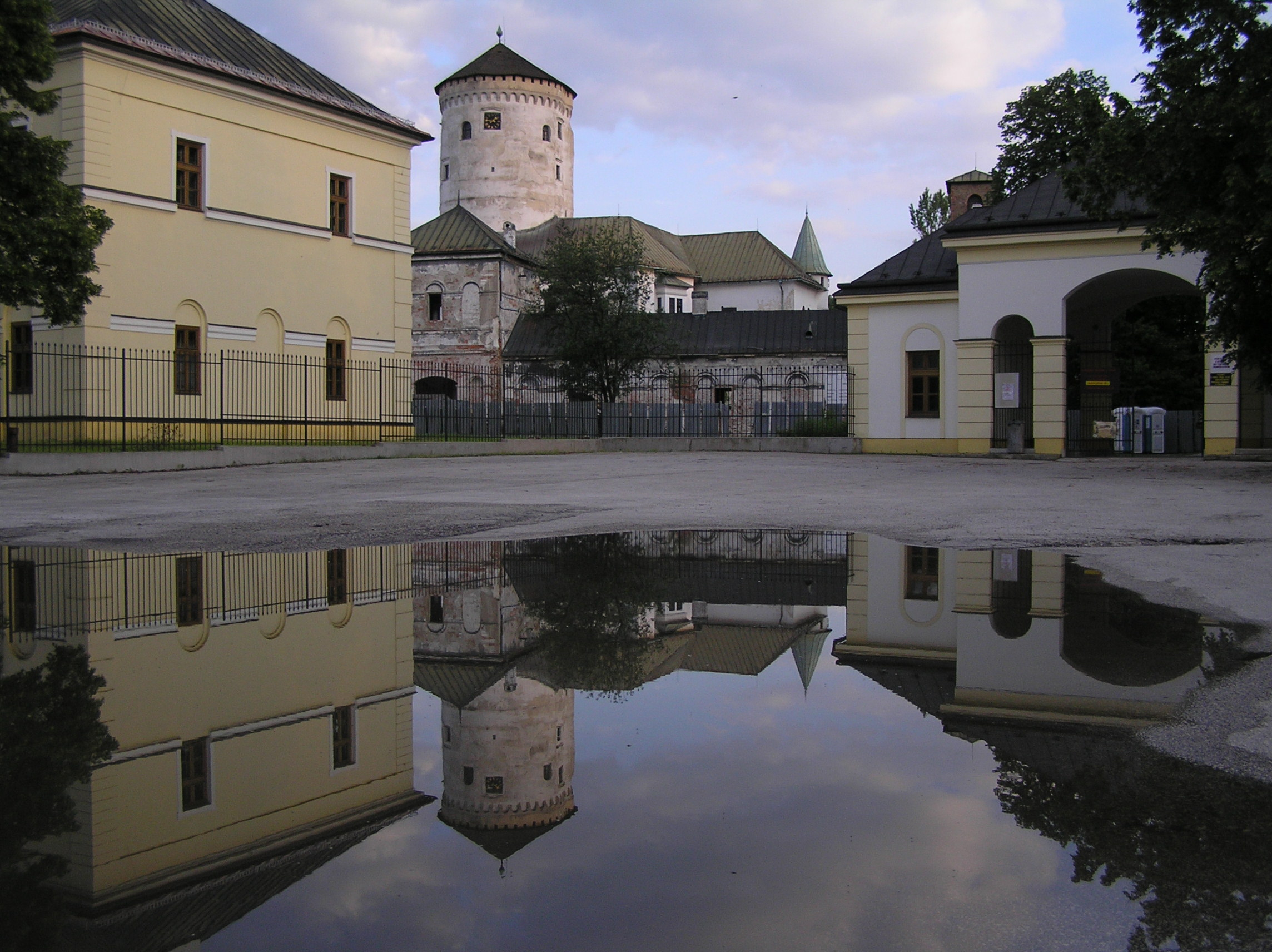
Vstup do zámku
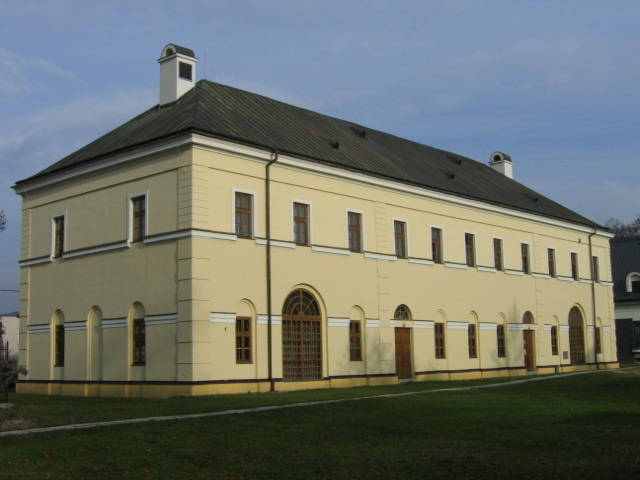
Kaštieľ
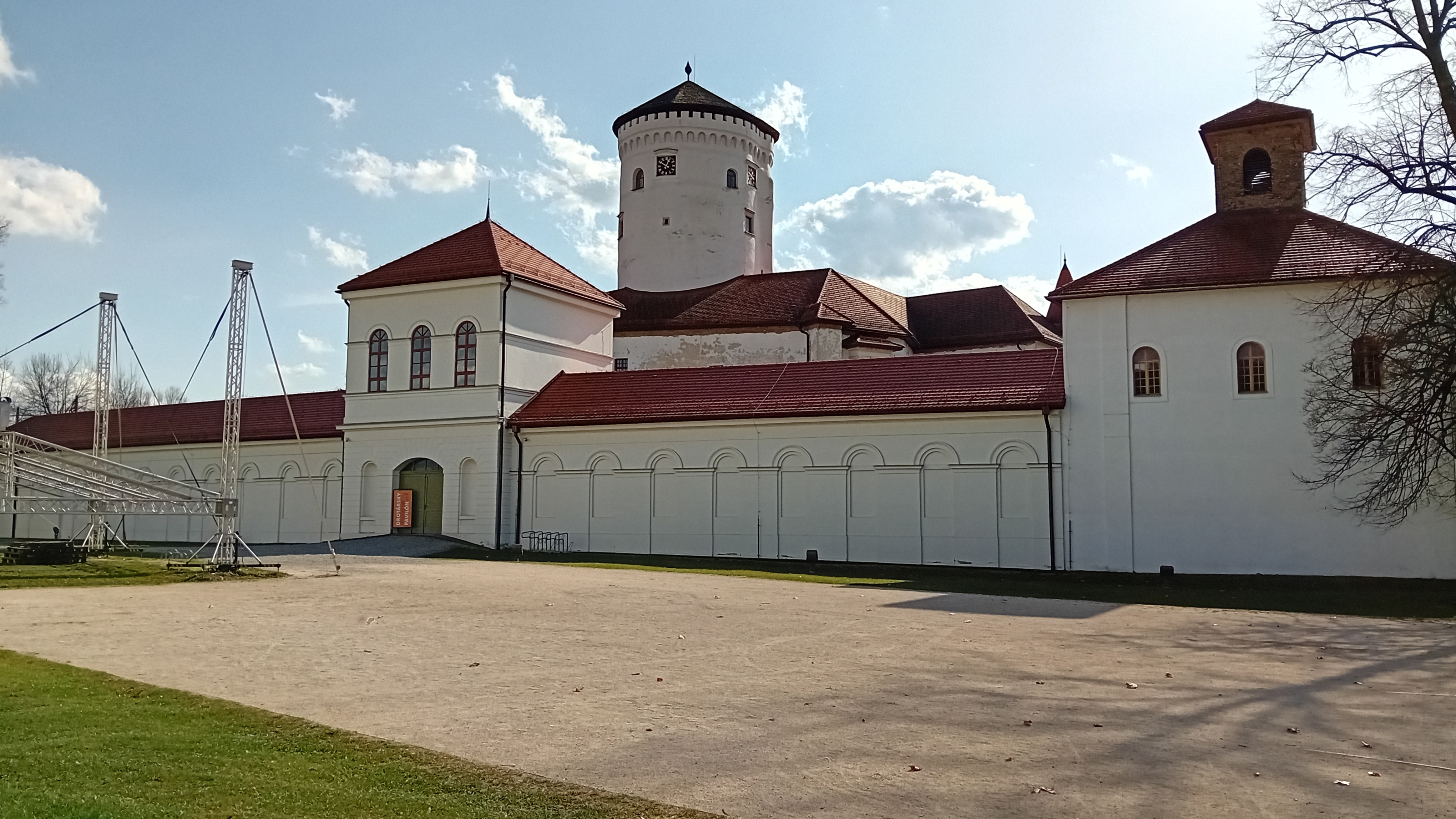
Zámek v březnu 2024
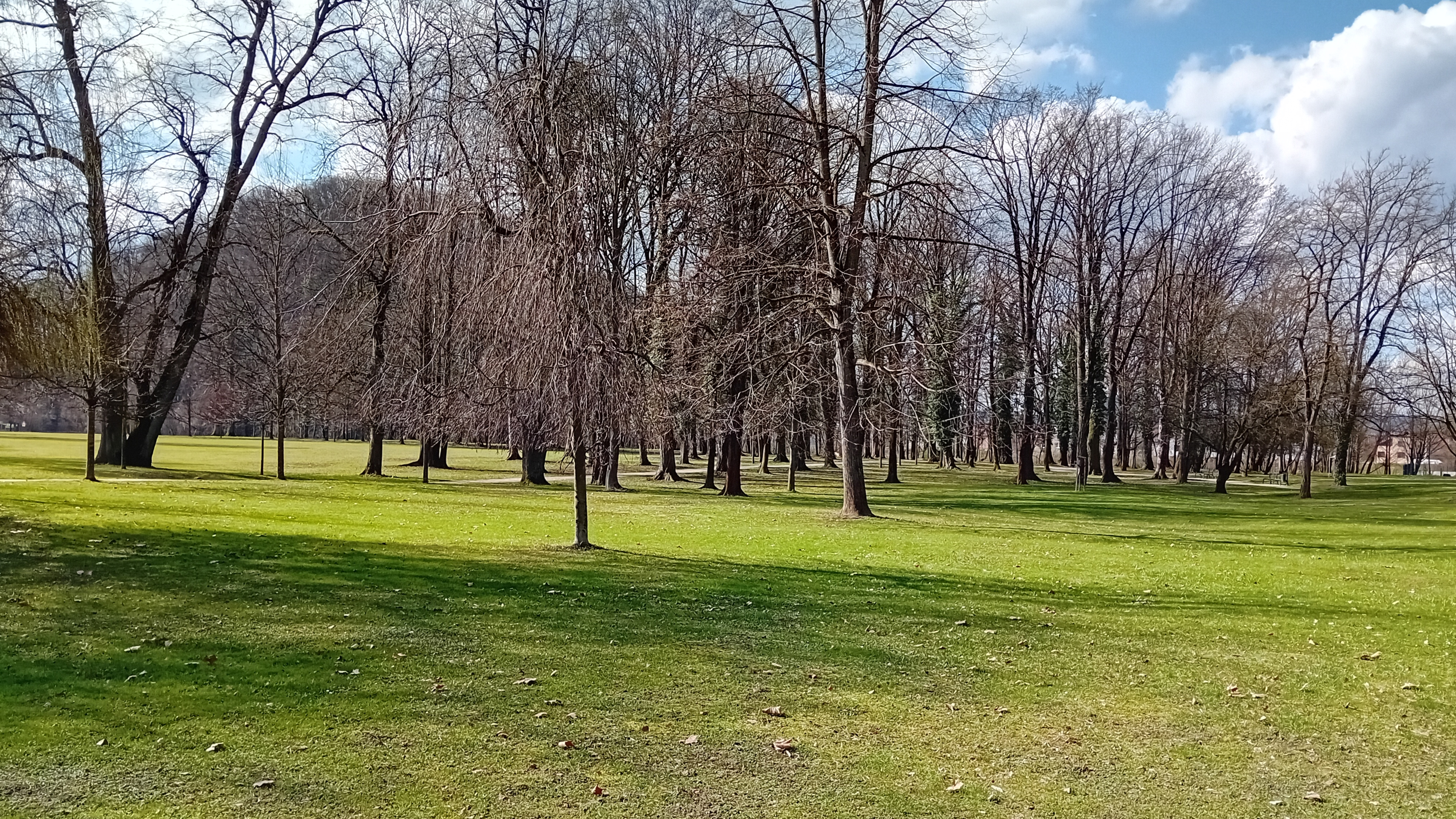
Budatínský park